# Ulan-Ude
Ulan-Ude (em russo Улaн-Удэ; em buriácio Улаан-Үдэ; anteriormente Верхнеудинск, Verkhneudinsk) é a capital da Buriácia, na Rússia, localizada a cerca de cem quilômetros a sudeste do lago Baical, no sopé das cordilheiras Khamar-Daban e Khrebet Ulan-Burgasy, próximo à confluência do rio Selenga e seu afluente, o Uda, que divide a cidade em duas partes.

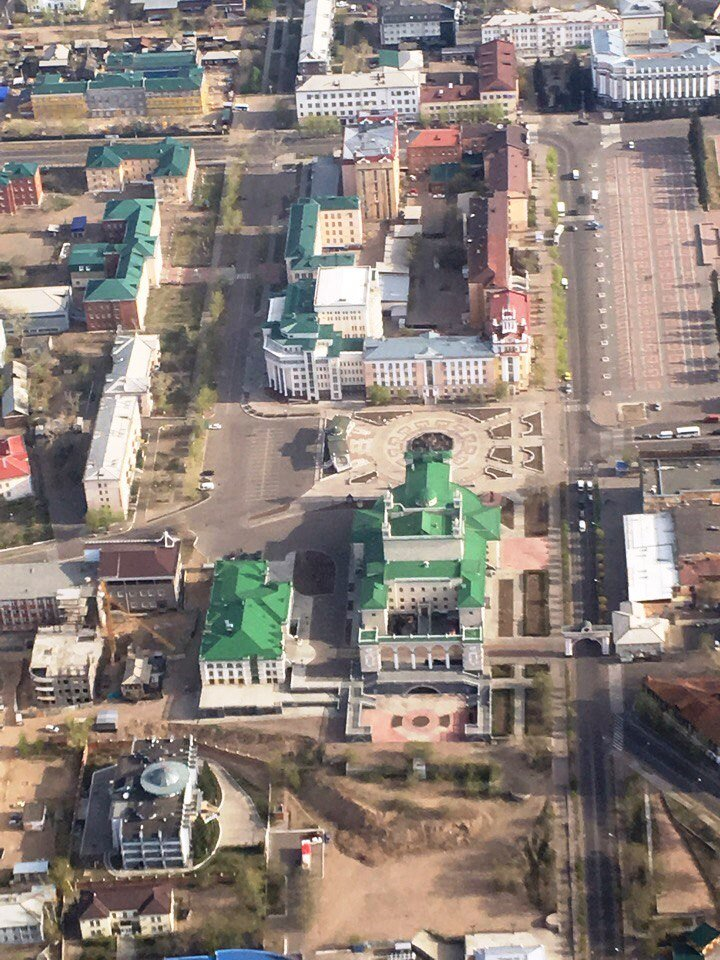
O centro de Ulan-Ude de uma visão aérea

Segundo o Censo 2002, 359.391 habitantes viviam em Ulan-Ude, acima dos 351.806 registados em 1989. É a terceira maior cidade da Sibéria Oriental e é servida pelo Aeroporto Ulan-Ude (Mukhino), bem como a um menor Aeroporto Vostochny Airport.
Ulan-Ude foi fundada em 1666 pelos russos cossacos. Devido à sua posição geográfica, a cidade cresceu rapidamente e tornou-se um grande centro comercial, conectando a Rússia com a China e a Mongólia.
Há também uma grande e altamente incomum estátua da cabeça de Lênin na praça central - a maior do mundo. A cidade está quase na mesma latitude de Harlow, em Essex, na Inglaterra, localizada no Reino Unido e também na mesma latitude de Dülmen, na Renânia do Norte-Vestfália, na Alemanha e tem uma continentalidade menor em relação a Moscou e São Petersburgo, mas possui um ecossistema boreal muito mais frio em uma latitude menor do que São Petersburgo devido à ausência gravíssima da uma Corrente quente similar a ou até mais potente que a Corrente do Golfo.

## Geminações

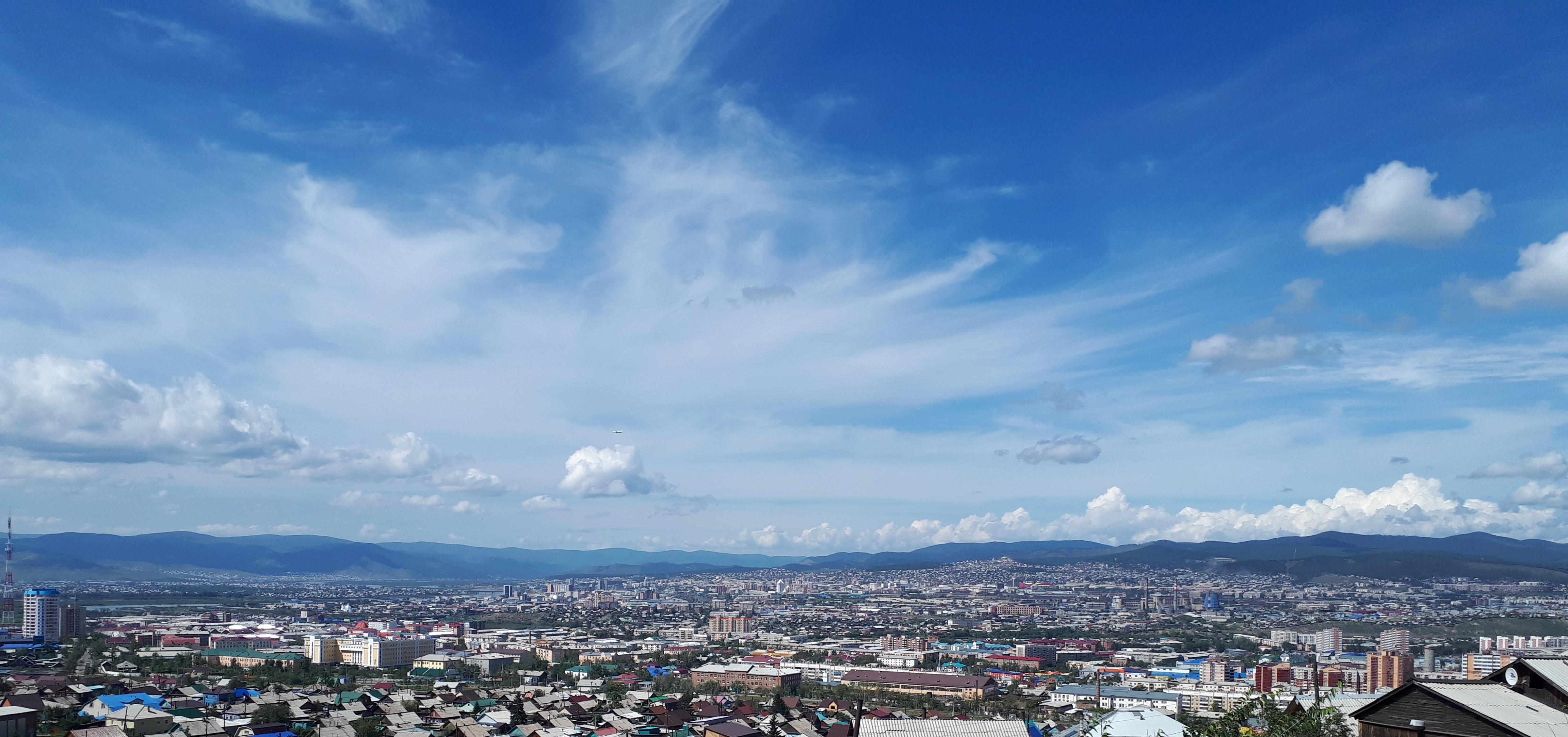
Panorama de Ulan-Ude. Vista do Monte Komushka
Ulan-Ude

- Anyang, Gyeonggi, Coreia do Sul
- Darhan, Darhan-Uul, Mongólia
- Manzhouli, Hulunbuir, República Popular da China
- Rumoi, Hokkaidō, Japão
- Taipé, República da China
- Ulan Bator, Mongólia
- Hohhot, Mongólia Interior, República Popular da China
- Changchun, Jilin, República Popular da China
- Erdenet, Orhon, Mongólia
- Yamagata, Yamagata, Japão
- Ialta, Crimeia, Ucrânia (de facto Rússia)
- Mannheim, Baden-Württemberg, Alemanha[5]
- Elista, Calmúquia, Rússia[6]

## Esporte
A cidade de Ulan-Ude é a sede do Estádio Central da Buriácia e do FC Kommunalnik Ulan-Ude, que participa do Campeonato Russo de Futebol.